# 織田信貞 (左京亮)
織田 信貞（おだ のぶさだ）は、安土桃山時代から江戸時代にかけての武将、旗本。織田信長の九男。

## 略歴
信貞の母は『寛政重脩諸家譜』では「土方雄久の女」と記載があるが、土方雄久は天文22年（1553年）生まれのため、年代的に齟齬があるとする歴史家も存在する。一方で『織田家雑録』は「雅樂助信貞の御母ハ青山氏ナリ」との記載がある。
天正10年（1582年）、父・信長が本能寺の変で死去したため、埴原長久（加賀守）に養育されたという。信長の死後、埴原は織田信雄に仕えた。成長した信貞は、豊臣秀吉の馬廻の一人となり、近江国の神崎郡、蒲生郡内に1,000石の所領を与えられ、従五位下左京亮に叙任された。
天正15年（1587年）、江州神崎郡に西蓮寺を建立。同地に邸宅を構えて住む。
慶長5年（1600年）の関ヶ原の戦いでは西軍に与して、兄弟の信高や信吉と共に伏見城攻撃に参加し、戦後に所領を没収された。
『寛政重脩諸家譜』では、兄信高と共に東軍に馳せ参じるべきところだったが、間に合わなかったので、戦後に美濃路を凱旋中の徳川家康に拝謁したとし、この時に信長の子であることに免じて死罪を逃れたようである。
後に家康に召し抱えられ、寺領を食邑として与えられた。これは近江国神崎郡川合寺にある西蓮寺のことで、所領は530石であった。
慶長19年（1614年）からの大坂の陣では徳川方として従軍した。
寛永元年（1624年）に死去。享年51。
京都市東山区にあった上行寺に葬られたが、同寺は1914年に久遠寺と合併し、上行山妙祐久遠寺と改称した。墓地は織田家の菩提寺である京都大徳寺塔頭総見院にもある。

## 子孫
室は信長妹と津田元嘉との間の女であり、いとこ同士の婚姻にあたる。
家督は次男の貞置が継いだ。長男の信次は病弱のために家を継げなかったが、信次の子の貞幹は貞置の養子となって尾張藩の家臣として仕えた。貞置は叔父の織田有楽斎（長益）が興した茶道有楽流を継承し、養子の貞幹（尾州有楽流）ら多数の門人を抱えた茶人としても有名である。
子女は2人で、一人は織田重治に嫁ぎ、一人は笹治大膳に嫁いだ。
貞置が時に高家旗本となり、子孫は徳川将軍家に代々仕えて、分家も旗本として仕えた。